# Kyle Katarn
Kyle Katarn je postava z vesmíru Star Wars.
Kyle Katarn byl imperiální voják, který se přes smrt otce dostal k rebelům.
Na Danutě zneškodnil základnu plnou imperiálních vojáků. Dostal se do těsného konfliktu s Dark Trooperem fáze 3 a vyhrál. Sám také porazil sedm Temných rytířů Jedi, jednoho silnějšího než druhého.

## Život
Kyle Katarn, který se narodil na sullustanském koloniálním měsíci zvaném Sulon, žil se svým otcem tvrdým farmářským životem. Ve svých osmnácti letech vstoupil do imperiální vojenské akademie na Caridě. Když však studoval na to, aby se stal důstojníkem, nedokázal rozpoznat důležitost napojení svého otce na Alianci povstalců.

## Otec
Téměř čtyři roky již Morgan Katarn nenápadně pracoval proti místní imperiální správě. Nakonec pomáhal přesídlit uprchlé desidenty na neobydlený Ruusan, kde nalezl Údolí rytířů Jedi dřímající v zapomnění již celých tisíc let. Když zjistil, že je Údolí plné duší Jediů třímajících neskutečnou sílu, zachoval svůj objev v tajnosti. Na radu skrývajícího se rytíře Jedi Qu Rahna vyryl Morgan souřadnice údolí na strop svého domu a v tajnosti schoval Rahnův meč pro svého syna. O několik měsíců později při nájezdu na místní povstaleckou buňku na Sulonu uťal Morganovi Katarnovi vibronožem hlavu Temný rytíř Jedi Jerec.

## Imperiální poručík
Kyle mezitím jménem Impéria zneškodnil asteroid držený nepřítelem, ušetřil však krásnou povstaleckou dívku Jan Ors. Za své hrdinství při potírání Povstání obdržel při absolventské slavnosti na Caridě od Jereca Vyznamenání za chrabrost. Několik chvil po slavnosti se však Kyle dozvěděl, že je jeho otec mrtvý. V oficiální imperiální zprávě stálo, že „byl zabit Rebely“. Imperiální poručík Kyle Katarn se nalodil na palubu dopravní lodi, která ho měla dopravit na jeho první vojenské působiště. Na palubě mu však Jan Ors předložila důkazy o tom, že jeho otce popravilo Impérium a nikoli Aliance. Kyle zahodil svou medaili do recyklačního koše a přešel na druhou stranu barikády.

## Rebel
Mon Monthma dovolila Kylovi, aby se pokusil sehnat plány Hvězdy smrti. Kyle si vyžádal starou loď Moldy Crow a ukořistil část plánů z vysoce tajného imperiálního komplexu na Danutě. Když je pak spojil s údaji od jiných zvědů, získal kompletní plán zdánlivě neporazitelné bitevní stanice. Katarnův úspěch přiměl Mon Monthmu k tomu, aby mu svěřila další úkol. Několik měsíců po evakuaci velitelské základny na Yavinu 4 se vydal po stopě automatických Dark Trooperů generála Rom Mohce. Sledoval stopu z rozbombardovaného povstaleckého stanoviště na Talay až na Mohcovu loď Arc Hammer. Cestou vysvobodil z vězení Crixe Madina a utkal se s Bobou Fettem. Byl to muž, který vydal za celou údernou jednotku a někdy najednou vláčel i pět nebo šest zbraní. Nakonec zabil i Mohce a zničil Arc Hammer. Impérium tak již nemohlo vyrábět žádné další Dark Troopery. Dalších několik let plnil Kyle rozmanité úkoly pro Alianci. Rok po Endoru se od droida 8t88 zprostředkovávajícího informace dozvěděl, že Jerec, který mu kdysi udělil imperiální vyznamenání, je také vrahem jeho otce. Droid bohužel pracoval pro Jereca, a tak musel Katarn na své cestě za pomstou bojovat s ním i s Jerecovými patolízaly. V doprovodu Qu Rahnova ducha se vrátil do rodného domu na Sulon a našel zde Rahnův světelný meč spolu s poselstvím svého otce Morgana. Mapu s vyznačeným Údolím rytířů Jedi však již ukradli Jerecovi poskoci. Katarn dostal její kopii z hlavy poraženého 8t88 a závod o osud galaxie tak mohl začít, Jerecových šest pomocníků - Yun, Pic, Groc, Maw, Sariss a Boc Crude - nepředstavovalo pro Katarna žádnou zvláštní překážku, I když byl nezkušený, složil všechny kromě Yuna a Sariss. Poslední dva ušetřil. Yun ho z vděčnosti zachránil před Sarissiným ostřím, sám však za trest zemřel její rukou. Když Boc Crude rozdrtil Kyleův světelný meč kusem skály, přijal Katarn Yunův meč za vlastní. Během bojů se Katarn přiblížil nebezpečně blízko temné straně Síly. Při konečném střetnutí s Jerecem v Údolí však odložil svou nenávist stranou. Odmítl Jereca chladnokrevně zavraždit a porazil ho v čestném souboji. Jerecova smrt uvolnila duše zemřelých Jediů chycených v údolí, a tak se naplnilo tisíc let staré proroctví, které říkalo: Přijde rytíř, zvítězí v bitvě a vězni odletí na svobodu. Katarn odmítl nabídku Luka Skywalkera, aby se stal jeho učedníkem. Místo toho se připojil k armádě Nové Republiky a vypracoval se až k hodnosti kapitána.

## Jedi
Také se seznámil s dalším člověkem citlivým k Síle, který nestudoval v Akademii - s Marou Jade. Jeden druhému pak pomáhali prohlubovat svoje silové schopnosti. Během návratu znovuzrozeného císaře pomáhal kapitán Katarn bránit základnu Nové Republiky na Altyru 5.
Prastaré nápisy ho zavedly do bažin Dromund Kaasu, dávno zapomenutého světa Sithů. Ryzí sithská zloba, která prostoupila chrámy této mokré planety, ho přemohla a svedla ho na temnou stranu. Mara Jade ho však našla a přetáhla ho zpátky do světla tak, že mu dala na výběr mezi temnotou a jejím vlastním životem. Kyle Katarn zahanbený svojí chybou, se přihlásil do prvního ročníku Akademie řádu Jedi Luka Skywalkera. Po krátkém pobytu se však otočil k Síle zády a nechal své silové schopnosti zakrnět. Obával se totiž, že by zase mohl sklouznout k temné straně. Dal svůj světelný meč Lukovi a léta pak opět pracoval jako žoldák a agent pracující pro Mon Monthmu. Moldy Crow byla tehdy v Údolí Jedi takřka zničena, takže nyní Katarn používal přestavěnou loď Raven's Claw. Nakonec se Kyle k Síle navrátil, když imperiální admirál Galak Fyyar ve spojení s Temným Jedim Desannem unesl jeho přítelkyni Jan Ors. Katarn se vydal po jejich stopách, zachránil Jan, umožnil likvidaci Fyyarova Doomgiveru a pomohl ochránit Yavin 4 před Desannovými Reborny. Po zabití Desanna Katarn působil na Akademii Jedi jako učitel technik soubojů. Jeho studenti bojovali udatně proti Yuuzhan Vongům na Ithoru, Obroa-skai a Gyndine. Katarn viděl mnohé z nich umírat po zradě nepřátelských kolaborantů, nebo když je vystopoval voxyn, Vongy vytvořené zvíře lovící rytíře Jedi. Bojí se toho, že by Yuuzhan Vongové mohli uspět tam, kde Jerec selhal.